# 郡中惣
郡中惣（ぐんちゅうそう）とは、戦国時代の日本において国人・土豪・地侍（いわゆる「在地領主」）層が地域の防衛と在地の支配のために郡を単位として結成した一揆的な結合組織。
もっとも代表的なものとしては近江国甲賀郡で結成された甲賀郡中惣が知られている。俗に「甲賀五十三家」と称された在地領主層がそれぞれの同名一族や名字を与えて傘下に取り込んだ他姓者・被官・所従・百姓から成る同名中（同名惣）を結成し、年預によって運営していた。また、同名中の中には近隣の同名中と連携して上位の惣（3つの同名中の連合なら「三方」と称するなど）を結成する場合もあった。これらの同名中や惣の中から10名の代表を選出して甲賀郡奉行中惣などの郡中惣全体の運営組織を作り、責任者である年行事を置いた。郡中惣・三方・同名惣はそれぞれ掟などの法律や訴訟制度を持ち、同名中や村落間の争いの発生、在地領主層と村落・百姓の争いの発生、入会や土地、用水を巡る訴訟が発生した場合にはそれらのルールに基づいて解決を図った。甲賀郡の他にも大和国宇陀郡や山城国乙訓郡にも同様の組織があった事が知られ、規模が大きいものの伊賀惣国一揆や山城国一揆の組織も郡中惣と類似していたとみられている。なお、甲賀郡中惣と伊賀惣国一揆は地域が隣接していたことから、相互に連携・協力関係を有していたと言われている。